# Vorbis
Vorbis é uma tecnologia que por meio de um algoritmo grava música e voz consumindo pouco espaço virtual no meio de registro, como por exemplo um disco rígido. Por ter muitos predicados, a disseminação do Vorbis é cada vez mais vasta tanto no computador de mesa (desktop) quanto nas empresas, corporações, governos, instituições e entidades. É usado por profissionais para transmissões pela rede mundial de computadores e sistemas de comunicações terrestres. O Vorbis está em todo lugar, até mesmo em jogos eletrônicos. É administrado pela Xiph.Org Foundation. Todo o mecanismo envolvido na tecnologia Vorbis é gratuito, bem documentado, de código aberto e sem patentes.

## História
O primeiro algoritmo desenvolvido pela fundação Xiph.Org como parte do projeto multimedia foi o Vorbis. Em setembro de 1998, a Fraunhofer emitiu a Carta de Infração para muitos comerciantes e programadores que haviam utilizado as especificações do MPEG-Layer 3 (MP3) para desenvolver arquivos binários. Percebeu-se então que a estratégia da associação Fraunhofer era popularizar o MPEG-Layer 3 por meio de uma gratuidade inicial para mais tarde cobrar valores. Depois desse dissentimento, Chris Montgomery dedicou-se ainda mais ao código do Vorbis. Deve-se notar que a plataforma virtual de arquivo, o Ogg, já existia antes de 1998.

## Tecnologia
O Vorbis faz compactação com perda de qualidade, de modo a reduzir intensamente o espaço virtual necessário para reter os arquivos. Matematicamente, um áudio em Vorbis não é igual ao áudio de origem.
Exemplos de algoritmos com perda de qualidade projetados para áudio digital:
- MPEG-Layer 3, conhecido por meio da sigla MP3
- Advanced Audio Coding, conhecido por meio da sigla AAC
- Dolby Digital/AC-3 e variantes EX; Surround EX
- Windows Media Audio, conhecido por meio da sigla WMA (que não utilize algoritmo Lossless)

Exemplos de algoritmos com perda de qualidade projetados para vídeo digital:
- Theora
- H.264/MPEG-4 AVC, que não utilize algoritmo H.264 Lossless
- H.263
- Windows Media Video, conhecido por meio da sigla WMV (que não utilize algoritmo WMV Lossless)
- MPEG-4 Parte dois (em Inglês: MPEG-4 Part Two)
- MPEG-2

## Qualidade
Devido a extrema eficiência do algoritmo e sua capacidade de adaptação, o mercado é permissível ao Vorbis. Exemplos de jogos eletrônicos que utilizam o Vorbis:
- Grand Theft Auto: Vice City
- Grand Theft Auto: San Andreas
- Duke Nukem: Manhattan Project
- Doom 3
- Quake 4
- Unreal Tournament 2003
- Unreal Tournament 2004
- America’s Army
- Awesomenauts
- Amnesia: The Dark Descent
- Amnesia: A Machine for Pigs
- Swat 4
- Halo
- FarCry
- 007: Nightfire
- EA Games (Harry Potter and the Chamber of Secrets)[6]
- Crystal Dynamics (Soul Reaver 2, Blood Omen 2)
- Croteam (Serious Sam: The Second Encounter)
- Pyrogon (Candy Cruncher)
- PopCap Games (Alchemy)
- Minecraft[7]

## Mozilla Firefox, Google Chrome e Opera Software
No dia 30 de junho de 2009, o Mozilla Firefox, por meio do Theora e do Vorbis, tornou-se o primeiro navegador capaz de exibir vídeos e executar áudio sem a necessidade de complementos. O segundo navegador que atingiu a meta de suportar Vorbis e Theora foi o Google Chrome 3. O terceiro foi o SeaMonkey 2.0. O quarto é o navegador da empresa Opera Software ASA. O Opera 10.50 garante a compatibilidade com o Vorbis e o Theora por meio da camada de software Gstreamer.
Em maio de 2010 a empresa Google anunciou o grande projeto de tecnologia para transmissão e compactação de áudio e vídeo chamado de WebM. Este projeto, que incorpora o Vorbis, implicará maior aderência de vídeo e áudio de altíssima qualidade à rede mundial de computadores.

## Compatibilidade
O Vorbis, é potencialmente compatível com qualquer sistema, desde que haja interesse de programadores e engenheiros. Fique consciente dos programas compatíveis já existentes para os seguintes sistemas.

### Google Chrome OS
O Google Chrome OS é capaz de tocar arquivos Ogg.

### Google Android
A plataforma para telefone móvel, Google Android, suporta Vorbis.

### Sistemas baseados no núcleo Linux
Navegadores (em Inglês: browser): Estes listados aqui abaixo permitem ouvir áudio de forma integrada na Internet. Rádio, podcast, música, vídeo com som, entre outros.
- Mozilla Firefox 3.5 e versões mais recentes
- SeaMonkey 2.0 e versões mais recentes
- Konqueror 4.4 e versões mais recentes
- Google Chrome
- Opera 10.53b1
- SRWare Iron

Programas de propósito geral (trabalho geral com o Vorbis): escutar; ouvir; tocar; abrir; converter; copiar; gravar; editar; criar; gerar, alterar.
- Songbird (aplicativo)[24]
- Amarok
- VLC Media Player
- Kaffeine
- XMMS
- Audacity
- Helix Player
- RealPlayer 11 Gold
- MPlayer
- FFmpeg
- Rhythmbox
- GStreamer

### Microsoft Windows
Navegadores (em Inglês: browser): Estes listados aqui abaixo permitem ouvir áudio de forma integrada na Internet. Rádio, podcast, música, vídeo com som, entre outros.
- Mozilla Firefox 3.5 e versões mais recentes
- SeaMonkey 2.0 e versões mais recentes
- Opera 10.50 e versões mais recentes
- Google Chrome 3 e versões mais recentes
- SRWare Iron

Programas de propósito geral (trabalho geral com o Vorbis): escutar; ouvir; tocar; abrir; converter; copiar; gravar; editar; criar; gerar, alterar.
- Sony Sound Forge
- Windows Media Player (compatibilidade por meio deste complemento)
- Nero ShowTime, da Nero AG / Nero Inc. / Nero K.K. / Nero Ltd.[25]
- Nero Burning ROM, da Nero AG / Nero Inc. / Nero K.K. / Nero Ltd.
- Nero WaveEditor, da Nero AG / Nero Inc. / Nero K.K. / Nero Ltd.
- Media Player Classic Home Cinema
- Winamp Media Player
- foobar2000 (para gravar; criar; gerar um arquivo Ogg; Oga é requerido o componente Oggenc)
- VLC Media Player
- Songbird
- iTunes (compatibilidade por meio do Xiph QuickTime Components)
- QuickTime Player (compatibilidade por meio do Xiph QuickTime Components)
- RealPlayer, da RealNetworks, Inc.
- Exact Audio Copy (para gravar; criar; gerar um arquivo Ogg; Oga é requerido o componente Oggenc)
- dBpoweramp
- Audacity
- Mplayer
- FFmpeg
- oggdropXPd

### Mac OS X
Navegadores (em Inglês: browser): Estes listados aqui abaixo permitem ouvir áudio de forma integrada na Internet. Rádio, podcast, música, vídeo com som, entre outros.
- Mozilla Firefox 3.5 e versões mais recentes
- SeaMonkey 2.0 e versões mais recentes
- Opera 10.52 e versões mais recentes
- SRWare Iron

Programas de propósito geral (trabalho geral com o Vorbis): escutar; ouvir; tocar; abrir; converter; copiar; gravar; editar; criar; gerar, alterar.
- Songbird
- iTunes (compatibilidade por meio do Xiph QuickTime Components)
- QuickTime Player (compatibilidade por meio do Xiph QuickTime Components)
- VLC Media Player
- Audacity
- FFmpeg

## Ogg
O Ogg é uma plataforma virtual de arquivo para conteúdo multimedia. Pode guardar áudio, vídeo e legendas por meio de todos os algoritmos administrados pela Xiph.Org Foundation. A informação sobre o conteúdo sonoro e visual, como nome do artista e intérprete, é gravada por meio da especificação Vorbis Comment.

## Confusão
Por consequência da falta de informação, muitas pessoas não discriminam o Ogg do Vorbis, frequentemente chamando todo o projeto de Ogg Vorbis. Outro erro é associar algoritmos com perdas aos algoritmos sem perdas. O FLAC é um algoritmo fiel ao som de origem. Não deve ser confundido com Vorbis ou com o MPEG-Layer 3 (MP3). Mesmo que o FLAC ofereça compactação, ainda assim não ocorre perda de qualidade do sinal. O FLAC foi elaborado para que o produto compactado tenha apenas uma relação íntima de matemática com a onda virtual inicial. Deve-se observar que a compactação oferecida por algoritmos sem análises de psicoacústica, como o FLAC, é menor. Ou seja, para uma mesmo som de origem, o arquivo resultante é maior com relação, por exemplo, ao Vorbis ou MPEG-Layer 3 (MP3).

## Licença
A especificação do Ogg e do Vorbis são de domínio público. Os utilitários desenvolvidos pela Xiph.Org são distribuídos por meio de uma variante da licença BSD. Os programadores são livres para criar suas próprias implementações. Não há patentes. Dessa forma não existe cobrança monetária por conta da distribuição ou venda de conteúdo em Vorbis.